# Двойната къща
Двойната къща на Митови е архитектурно-строителен паметник на културата за сведение от 21 май 1976 до 11 ноември 2016 г. Разрушена е на 29 април 2017 г.
Къщата е разположена на бул. „Васил Левски“ № 19 в София. Построена е през 1907 г. по проект на архитект Георги Тодоров за нуждите на семейството му. Сградата се състои от две самостоятелни жилища, които са долепени едно до друго. Във всяко от тях има по четири големи стаи, една слугинска стаичка, кухня, баня и тоалетна. Етажите се свързват чрез вита вътрешна дървена стълба. След 1944 г. в нея са настанени различни квартиранти, като постепенно къщата е занемарена. От 21 май 1976 г. е със статут на паметник на културата „за сведение“. Статутът ѝ е премахнат от Министерство на културата на 11 ноември 2016 г.
Разрушаването на къщата през април 2017 г. поражда силно обществено възмущение. След няколко месеца собственикът, Министерството на културата и Столичната община постигат съгласие сградата да бъде възстановена. Министерството на културата дава отново най-ниската категория на защита на обекта – „за сведение“. През лятото на 2023 г. фасадата на сградата е напълно готова – привидно в автентичен вид, но с нови строителни материали, вградена е в съседната модерна бизнес сграда.